# 大理茶
大理茶（学名：Camellia taliensis）是山茶科山茶属的植物。分布在缅甸北部以及中国大陆的云南等地，生长于海拔1,300米至2,700米的地区，一般生于常绿阔叶林中及杂木林中，目前尚未由人工引种栽培。

## 异名
- Camellia irrawadiensis Barua
- Gordonia yunnanensis Cowan